# Sabine Emiliani
Pour les articles homonymes, voir Emiliani.
Sabine Emiliani est une monteuse française.

## Filmographie
- 2002 : Les Frères Gravet de René Féret
- 2005 : La Marche de l'empereur de Luc Jacquet
- 2007 : Le Renard et l'Enfant de Luc Jacquet
- 2007 : Ma vie n'est pas une comédie romantique de Marc Gibaja
- 2011 : Deep Inside
- 2019 : The Professor

## Distinctions
Récompense
- Prix 2006 de l'American Cinema Editors : Eddie Award du meilleur montage pour un film documentaire pour La Marche de l'empereur

Nominations
- Césars 2006 : nomination pour le meilleur montage pour La Marche de l'empereur
- BAFTA Awards 2006 : nomination pour le meilleur montage pour La Marche de l'empereur